# دریپینگ اسپرینگز (اکلاهما)
دریپینگ اسپرینگز(به انگلیسی: Dripping Springs, Delaware County) شهری در ایالت اکلاهما کشور ایالات متحده آمریکا است که جمعیت آن در سرشماری سال ۲۰۱۰ میلادی، ۵۰ نفر بوده‌است.